# Jung Myung-oh
Jung Myung-oh (kor. 정명오; * 29. Oktober 1986) ist ein südkoreanischer Fußballspieler.

## Karriere
Das Fußballspielen erlernte Jung Myung-oh in den Schulmannschaften der Seoul Bongrae Elementary School, Gimhae Middle School und der Geoje High School sowie in der Universitätsmannschaft der Ajou University. Seinen ersten Vertrag unterschrieb er 2009 beim südkoreanischen Verein Gyeongnam FC. 2011 wechselte er zu Suwon FC. Nach einem Jahr ging er nach Gwangyang, um für den in der K League 1 spielenden Verein Jeonnam Dragons zu spielen. Nach ebenfalls nur einem Jahr wechselte er nach Thailand. Hier unterschrieb er in Bangkok einen Vertrag bei dem in der ersten Liga spielenden Army United. 28-mal stand er für die Army auf dem Spielfeld. Ein Jahr später wechselte er zum Ligakonkurrenten Suphanburi FC nach Suphanburi. Für Suphanburi stand er 34-mal in der ersten Liga auf dem Spielfeld. 2015 kehrte er nach Südkorea zurück. Hier schloss er sich dem Hwaseong FC an. Mit dem Verein aus Hwaseong spielte er in der dritten Liga. Im Juni 2017 ging er wieder nach Thailand, wo ihn der Erstligist Sukhothai FC unter Vertrag nahm. Bei dem Verein aus Sukhothai stand er bis Juli 2021 unter Vertrag. Nach 107 Erstligaspielen wechselte er im Juli 2017 wieder in seine Heimat. Hier verpflichtete ihn der Drittligist FC Mokpo. Für dem Klub aus Mokpo absolvierte er vier Drittligaspiele. Vom 1. Januar 2023 bis Mitte Januar 2024 war er vertrags- und vereinslos. Am 13. Januar 2024 verpflichtete ihn der thailändische Zweitligist Ayutthaya United FC. Am Ende der Saison 2023/24 belegte er mit dem Klub den sechsten Tabellenplatz und qualifizierte sich somit für die Aufstiegsspiele zur ersten Liga. Hier konnte man sich jedoch nicht durchsetzen.